# 洛根鎮區 (堪薩斯州林肯縣)
洛根鎮區（英語：Logan Township）為美國堪薩斯州林肯縣轄下的鎮區。2010年美国人口普查中此鎮區人口有68人。

## 地理
洛根鎮區涵蓋總面積為93平方（35.8平方英里），其中陸地面積為92.4平方（35.68平方英里），水域面積為0.31平方（0.12平方英里）或0.34%。海拔高度433（1,421英尺）。

## 人口統計
根據2010年美國人口普查，洛根鎮區人口有68人，其中男性有31人，女性有37人，人口密度為每平方公里0.73人，住房計22戶。鎮區內的白人有67人，非裔美國人有0人，美洲原住民有0人，亞裔美國人有0人，太平洋島裔美國人有0人，其他種族有1人，混血種族則有0人。此外鎮區內有1人為西班牙裔或拉丁裔美國人。此鎮區之年齡中位數為33歲，而男性年齡中位數為45.5歲，女性年齡中位數為17.5歲。